# Остин Грејхаунд
Остин Грејхаунд (енгл. Austin Greyhound) је британски ловац-извиђач. Авион је први пут полетео 1919. године. 

Због проблема са мотором, направљено је само неколико прототипова овог авиона који је требало да замени Бристол F.2A.
Највећа брзина авиона при хоризонталном лету је износила 207 km/h.
Распон крила авиона је био 11,8 метара, а дужина трупа 8,14 метара. Празан авион је имао масу од 834 килограма. Нормална полетна маса износила је око 1375 килограма. Био је наоружан са два митраљеза калибра 7,7 милиметара Викерс, и једним Луис на турели.

## Наоружање
| Наоружање авиона: Остин Грејхаунд |       |
| Ватрено (стрељачко) наоружање     |       |
| Топ                               |       |
| Митраљез                          |       |
| Број и ознака митраљеза           | 2 + 1 |
| Калибар                           | 7,7   |
| Бомбардерско наоружање (бомбе)    |       |
| Ракетно наоружање (ракете)        |       |